# Drosera eneabba
Drosera eneabba ist eine fleischfressende Pflanze aus der Gattung Sonnentau (Drosera). Sie gehört zu den Zwergsonnentauen und wurde 1992 erstbeschrieben.

## Beschreibung
Drosera eneabba ist eine ausdauernde, krautige Pflanze mit feinem, faserförmigen Wurzelwerk. Die Pflanze bildet eine Rosette, bleibt klein und erreicht kaum mehr als 2 cm im Durchmesser. Sie besitzt 1 cm große Sprossachse an der die verwelkten Blätter der Vorsaison verbleiben, die allerdings oft mit Sand überdeckt sind, so dass nur die Rosette mit jungen Blättern sichtbar ist. 
Die Nebenblätter (Stipel), die sich zum Überdauern des heißen Sommers an der australischen Südostküste bilden, sind 4 mm lang und 4 mm breit. An der Basis sind die dreilappigen Nebenblätter nur 1,2 mm breit. Die Stipelknospe ist zottig und eiförmig, 5 mm hoch und an der Basis 3 mm breit.
Die Blattspreiten sind elliptisch, tief ausgehöhlt, bis zu 2,3 mm lang und auf der Unterseite mit winzigen Drüsenhärchen besetzt. Lange Drüsen befinden sich am Rand der Blattspreite, kleinere innerhalb. Die Blattstiele sind 4,5 mm lang, 0,5 mm breit und mit einigen winzigen Drüsenhärchen besetzt.
Blütezeit ist Oktober. Der Blütenstängel (selten auch zwei) ist bis zu 8 cm lang und mit winzigen Drüsen besetzt. Der Blütenstand ist ein Wickel aus 10 – 15 Blüten an, mit kurzgestielten Drüsen besetzten und rund 4 Millimeter langen Blütenstielen. Die 2,3 mm langen und 1,5 Millimeter breiten Kelchblätter sind besetzt mit einigen zylindrischen, roten Drüsen, breit eiförmig und gekerbt. Die länglichen Kronblätter sind weiß oder leicht rosa mit einem dunkel rosa gefärbten Punkt nahe der Basis, 3 mm lang und 1,6 mm breit. Der grüne, leicht rotstichige Fruchtknoten ist gewunden, hat 0,6 mm Durchmesser und ist 0,6 mm lang. Die 5 weißen Griffel sind bis zu 3 mm lang. Die 5 Staubblätter sind 1 mm lang. Die Staubbeutel sind weiß und der Pollen gelb. 
Typisch für Zwergsonnentaue ist die Bildung von Brutschuppen: Die elliptischen Brutschuppen werden gegen Ende November bis Anfang Dezember in großer Zahl gebildet und sind 1,1 mm lang, 0,8 mm breit und 0,7 mm dick.

Verbreitung von D. eneabba in Australien

## Verbreitung, Habitat und Status
Drosera eneabba kommt nur im äußersten Südwesten Australiens, bei Eneabba und Badgingarra vor. Die endemische Pflanze gedeiht dort vor allem auf Kieselerde und auf Böden in niedrigem Heideland. 
Drosera eneabba ist in Westaustralien nicht selten, bedroht oder eingeschleppt.

## Systematik
Der Name eneabba leitet sich von dem Fundort, der australischen Stadt Eneabba ab. 
Drosera eneabba wurde 1992 von Allen Lowrie und Neville Gaeme Marchant als Art beschrieben.